# Journal of Sports Economics
Journal of Sports Economics (skrót: J Sport Econ) – recenzowane czasopismo naukowe wydawane przez North American Association of Sports Economists. Publikuje prace zarówno o charakterze teoretycznym, jak i empirycznym. Kwartalnik.
Pismo ma współczynnik wpływu impact factor (IF) wynoszący 1,107 (2017) oraz wskaźnik Hirscha równy 36 (2017). 
W międzynarodowym rankingu SCImago Journal Rank (SJR) mierzącym znaczenie i prestiż poszczególnych czasopism naukowych „Journal of Sports Economics" zostało w 2017 roku sklasyfikowane na:
- 57. miejscu wśród czasopism z zakresu ekonomii, ekonometrii i finansów[4]
- 74. miejscu wśród czasopism z zakresu nauk sportowych[5].

W polskich wykazach czasopism punktowanych przez Ministerstwo Nauki i Szkolnictwa Wyższego publikacja w tym czasopiśmie otrzymywała 20-25 punktów (lata 2013-2016).
Artykuły publikowane w tym czasopiśmie są indeksowane w: CAB Abstracts Database, CABI: Global Health, Current Contents - Physical, Chemical & Earth Sciences, EBSCO: EconLit, NISC, Ornamental Horticulture, ProQuest: CSA Physical Education Index, SPORTDiscus, Social SciSearch, Social Sciences Citation Index (Web of Science) oraz w Sport Information Resource Centre (SIRC).
Redaktorem naczelnym jest ekonomista Dennis C. Coates związany z University of Maryland, Baltimore.